# Kiyooka Takayuki
Kiyooka Takayuki (japanisch 清岡 卓行, geboren 9. Juni 1922 in Dalian, China; gestorben 3. Juni 2006 in Tokio, Japan) war ein japanischer Schriftsteller und Dichter.

## Leben
Kiyooka Takayuki absolvierte in Dalian die Mittel—und Oberschule und studierte dann an der Universität Tokio Französische Literaturwissenschaft während die Eltern in Dalian die Niederlage im Pazifikkrieg erlebten. Nachdem er für die „Japan Baseball League“ (日本野球連盟) gearbeitet und Französisch an der Hōsei-Universität unterrichtet hatte, begann er zu schreiben.
Er publizierte in den Zeitschriften „Gendai hyōron“ (現代評論) – „Kritik in der Gegenwart“, „Konnichi“ (今日) – „Heute“ und „Gendai shi“ (現代詩) – „Poetik heute“. Zusammen mit Ōoka Makoto, Yoshioka Minoru (吉岡実; 1919–1990), Iijima Kōichi (飯島 耕一; 1930–2013) und Iwata Hiroshi (岩田宏; 1932–3014) gab er die Privatzeitschrift „Wani“ (鰐) – „Krokodil“ heraus. Sein erster Gedichtband „Kotta Honoo“ (氷った焔) – „Gefrorene Flamme“ aus dem Jahr 1959 besang die Frau, die zu seiner Ehefrau wurde.
Zu Kiyookas wichtigsten Gedichtbänden gehören „Nichijō“ (日常) – „Alltag“ 1962, „Shiki no suketchi“ (四季のスケッチ) – „Die vier Jahreszeiten in Skizzen“ 1966, „Katai me“ (固い芽) – „Harte Knospen“ 1975 und „Pari no gogatsu ni“ (パリの五月に) – „Im Paris des Mai“ 1991. In dem Magazin „Gendaishi bunko“ (現代詩文庫) publizierte er „Kiyooka Takayuki shishū“ (清岡卓行詩集) und zwei Folgesammlungen unter demselben Titel. 1969 schrieb er den Roman „Asa no kanashimi“ (朝の悲しみ), mit dem er der Trauer um seine verstorbene Frau Ausdruck verlieh. Im gleichen Jahr veröffentlichte er den Roman „Akashia no Dairen“ (アカシアの大連) – „Acacias Dalian“, für den er mit dem 62. Akutagawa-Preis ausgezeichnet wurde.
Andere Romane sind „Frūto to ōboe“ (フルートとオーボエ) – „Flöte und Oboe“ 1971, „Umi to hitomi“ (海の瞳) 1971, dessen Hauptfigur Haraguchi Tōzō (原口 統三, 1927–46) ein jüngerer dichterisch begabter Mitschüler ist, der im Zweiten Weltkrieg bei eine Bombenangriff ums Leben kam. „Hana no sōutsu“ (花の躁鬱) – „Manie einer Blume“ 1973 ist ein biografischer Roman, „Shirei Denka“ (詩礼伝家) – „Dichterischer Dank, Familienerbstück“ 1975 ist dem Lehrer und Dichter Atō Hakumi (阿藤 伯海; 1894–1965) gewidmet. "Dairen kokeishū" (大連小景集) – „Dalian, eine kleine Bildersammlung“ 1983stellte er zusammen, nachdem er Dalian seit mehr als 30 Jahren nach der Rückführung wieder besucht hatte. Es ist eine Sammlung von Erzählungen, die die Geschichte des modernen Japan von hinten darstellt, obwohl es wie eine persönliche Erinnerungsreise aussieht. 1999 erhielt Kiyooka den 52. Noma-Literaturpreis für „Moronie no hana ga itta“ (マロニエの花が言った) – „Das sagten die Blüten der Rosskastanie“ aus dem gleichen Jahr 1983. Für „Geijutsu-tekina akushu“ (芸術的な握手) – „Künstlerischer Händedruck“ (1978) erhielt er den 30. Yomiuri-Literaturpreis in der Gruppe Reiseberichte, für „Fushigina kagami no mise“ (不思議な鏡の店) – „Mysteriöser Spiegelladen“ dann 1989 den 41. in der Gruppe Lyrik.
Zu Kiyookas Literaturkritiken gehören „Te no hengen“ (手の変幻変) – „Die Illusion der Hand“ (1966), „Jojō no zensen“ (抒情の前線) – „Frontlinie der Lyrik“ 1970, „Hagiwara Sakutarō "Nekomachi" shiron“ (萩原朔太郎「猫町」私論) – „Hagiwara Sakutarōs "Katzenstadt" eine private Ansicht“ 1974 usw. Zu den übersetzten Gedichten gehört (ランボー詩集) – „Rimbaud Gedichtsammlung“ 1968. Als Baseball-Enthusiast bekannt, regte er den „Preis für einen starken Baseballschlag“ (猛打賞, Mōda-shō) an, als er Organisator der Spielpläne der Central League war. Er war Mitglied der Japanische Akademie der Künste.